# Induzione indebita a dare o promettere utilità
L'induzione indebita a dare o promettere utilità è il reato del pubblico ufficiale o dell'incaricato di pubblico servizio che, abusando della sua qualità o delle sue funzioni, induca qualcuno a dare o promettere indebitamente, a lui o a un terzo, denaro o altra utilità anche di natura non patrimoniale.

## Disciplina normativa
Nella legislazione italiana, il reato è previsto dall'articolo 319-quater, del codice penale italiano: 
La legge 6 novembre 2012 n. 190 ("Disposizioni per la prevenzione e la repressione della corruzione e dell'illegalità nella pubblica amministrazione"), ha distinto il reato di concussione all'art. 317 c.p. da quello di induzione.
Il delitto di induzione è realizzabile tanto dal pubblico ufficiale quanto dall'incaricato di pubblico servizio, che «abusando della sua qualità o dei suoi poteri, induca taluno a dare o promettere indebitamente, a lui o a un terzo, denaro o altra utilità». 
Il comma 2 dispone poi anche la punibilità del privato (e questa è l'innovazione più significativa) con la reclusione fino a tre anni, ovvero con la reclusione fino a quattro anni quando il fatto offende gli interessi finanziari dell'Unione europea e il danno o il profitto sono superiori a euro 100.000.
Le Sezioni Unite della Corte di cassazione sono intervenute con la sentenza n. 12228, 14 marzo 2014 (ud. 24 ottobre 2013) a dirimere un contrasto giurisprudenziale sorto in seno allo stesso giudice di legittimità in ordine ai criteri distintivi tra "costrizione" e "induzione".
Nella prima, l'abuso si concreta in una minaccia del pubblico ufficiale, cioè nella prospettazione di un male ingiusto, che pone la vittima di fronte all'alternativa secca e perentoria se subire il male minacciato o cedere alla indebita dazione o promessa, con conseguente drastica e grave limitazione della libertà di autodeterminazione (voluit quia coactus).
Nella seconda, l'abuso del pubblico ufficiale o dell'incaricato di pubblico servizio si concreta in un'attività di suggestione, persuasione, pressione morale, inganno (purché non concernente il carattere indebito della prestazione richiesta), anche in forme allusive o velate, la cui efficacia condizionante la volontà del privato si vale della prospettazione di un ingiusto vantaggio, così che l'indotto conserva un margine più ampio di autodeterminazione (coactus, tamen voluit), giacché la sua acquiescenza alla richiesta di prestazione indebita si spiega nella prospettiva di un tornaconto personale, che fa del privato non una vittima, ma un coautore del reato, come tale punibile.

## Modalità della condotta
L'induzione si realizza mediante comportamenti di sopraffazione del privato non direttamente riconducibili alla violenza psichica relativa (allusioni, silenzi, metafore) idonee a influire sul processo motivazionale del privato creando uno stato di soggezione psicologica. In questo contesto, la giurisprudenza negli ultimi anni ha creato la figura di "concussione ambientale" che si ravvisa quando il privato è indotto a compiere l'azione, più che da un comprovato comportamento induttivo del soggetto pubblico, dalla convinzione di doversi adeguare a una prassi consolidata, cioè la convinzione che quella dazione o promessa costituiscano i soli strumenti per ottenere un concreto agire degli organi amministrativi.